# کلیسای سنت پیتر، ریگا
کلیسای سنت پیتر (لتونیایی: Svētā Pētera Evaņģēliski luteriskā baznīca) یک کلیسا لوتریانیسم در شهر ریگا، لتونی است.
ساخت این کلیسا در سال ۱۴۱۹ میلادی به پایان رسیده‌است و دارای یک برج به ارتفاع ۱۳۶ متر می‌باشد.

## نگارخانه

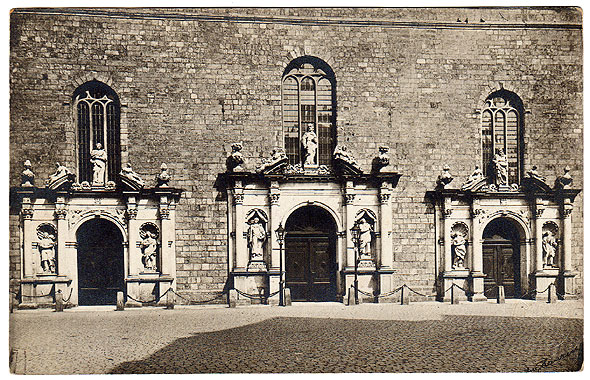
۱۹۱۰ تا ۱۹۱۸
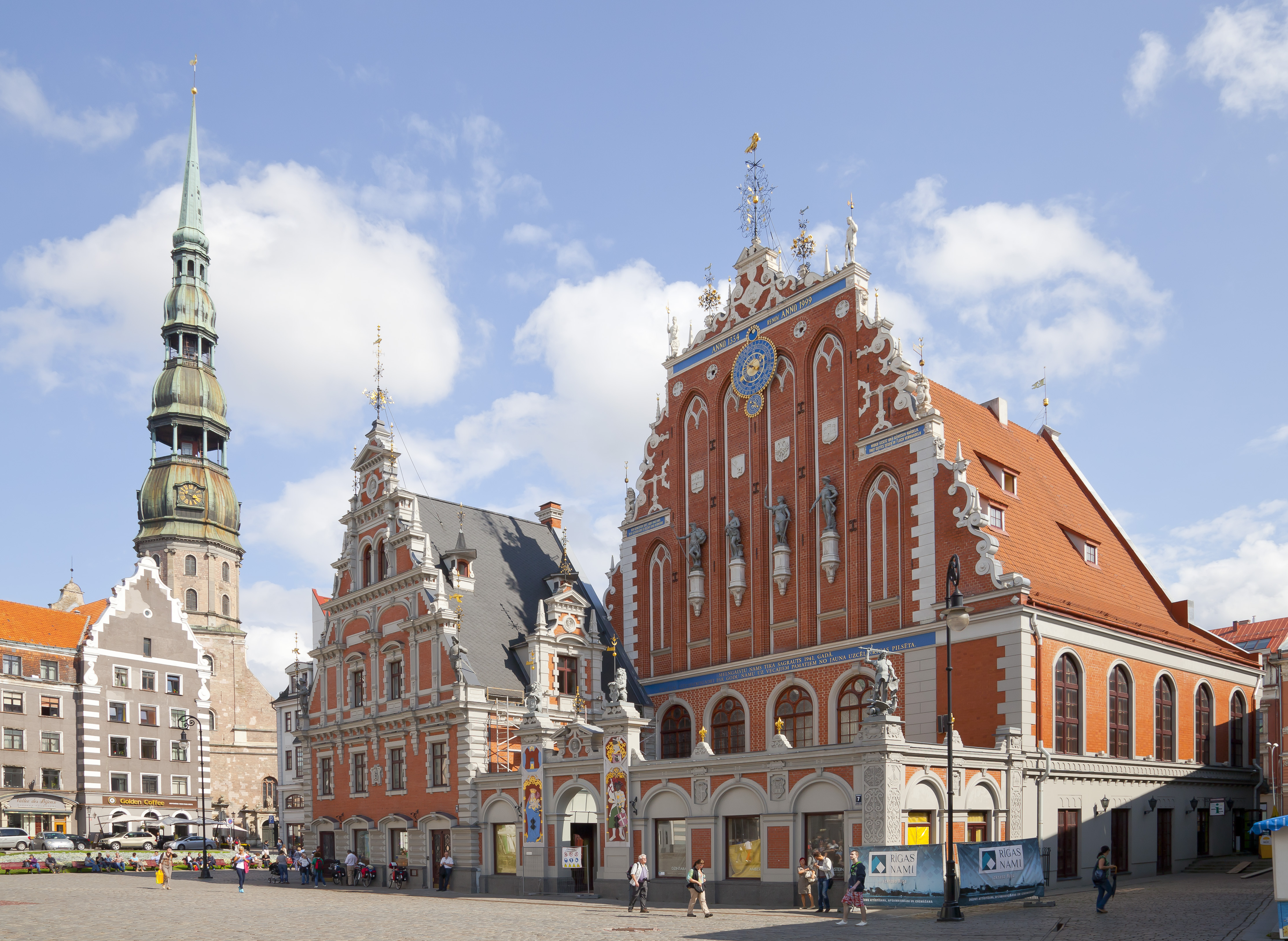
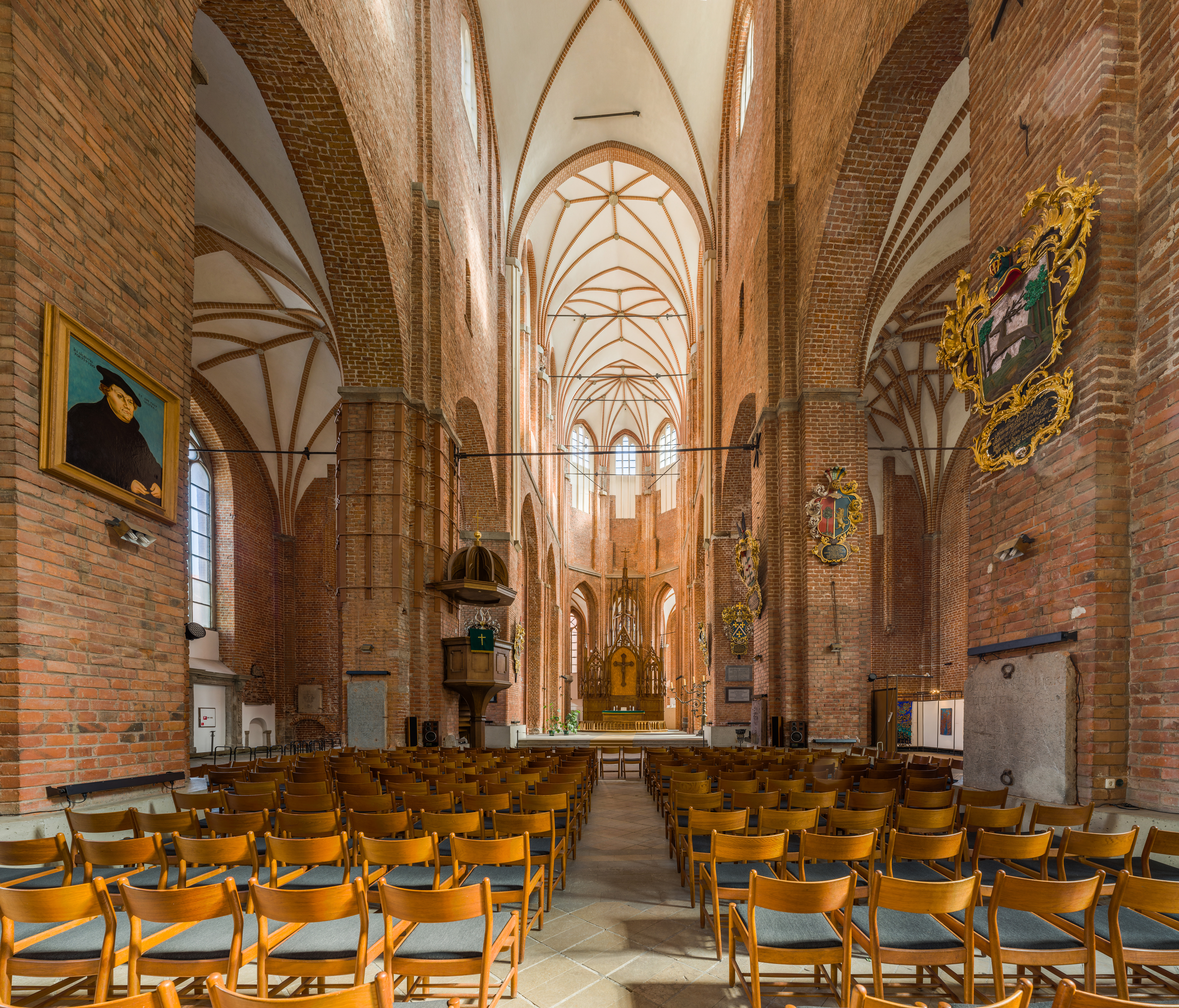
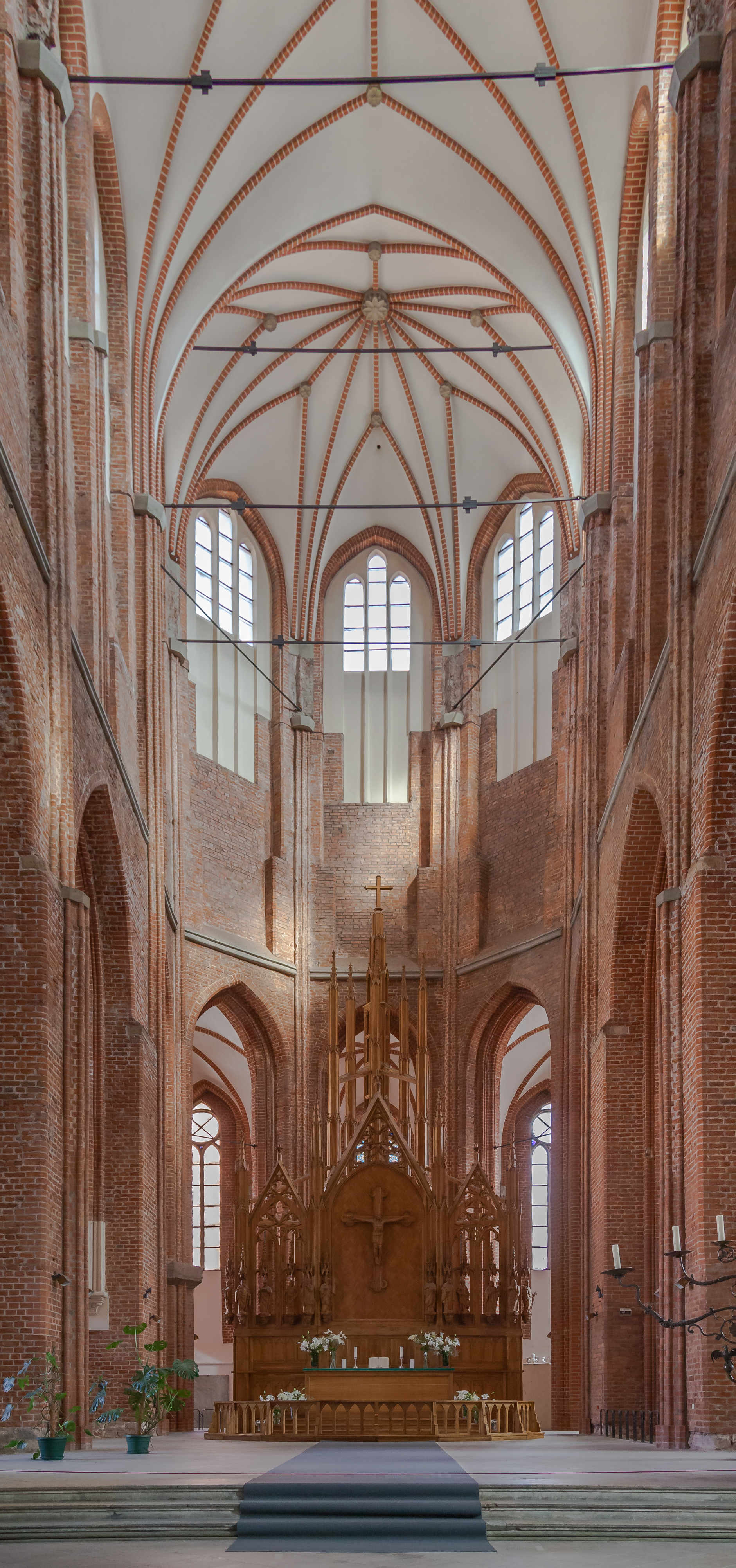
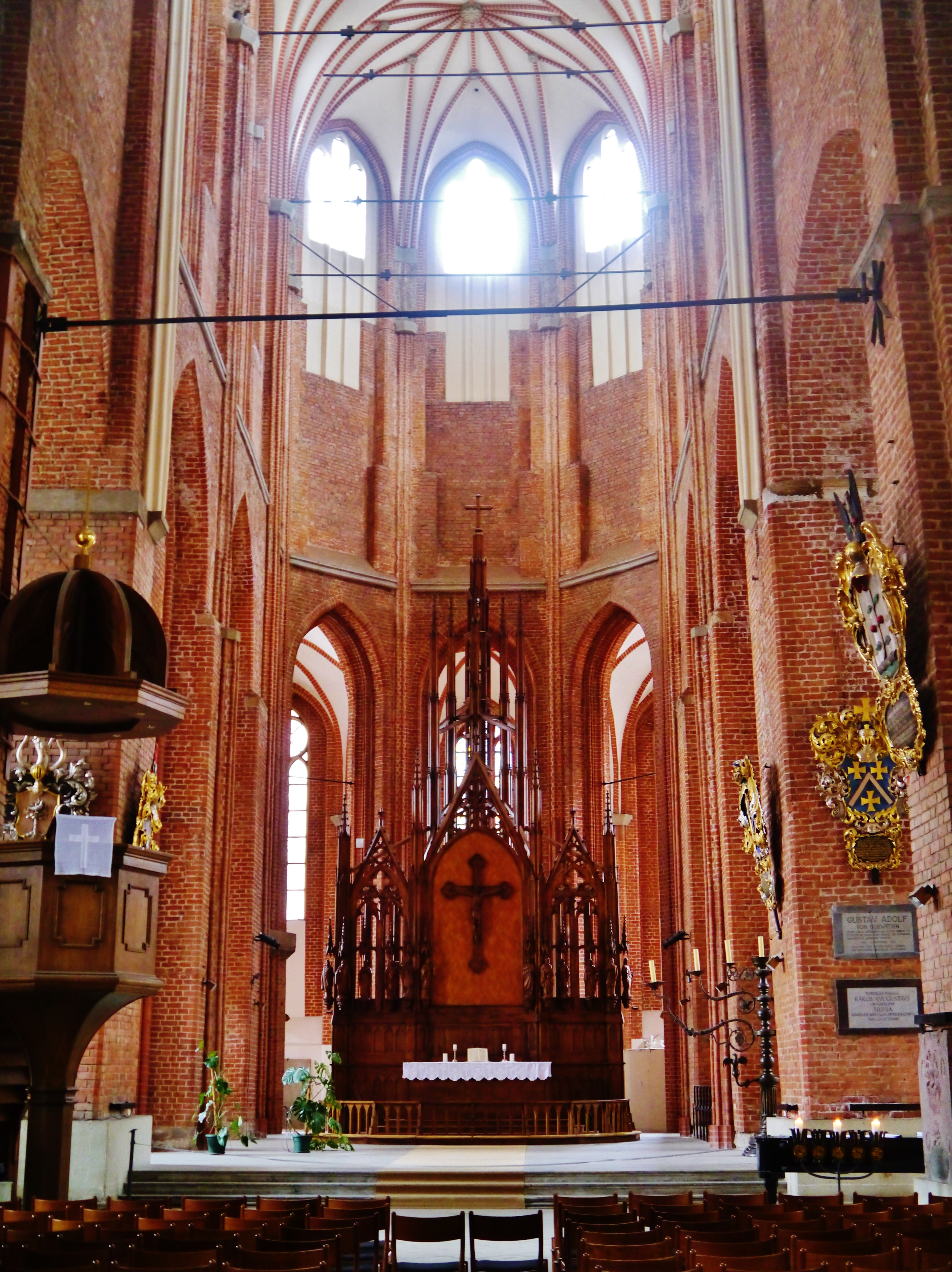